# Hexatoma fultonensis
Hexatoma fultonensis là một loài ruồi trong họ Limoniidae. Chúng phân bố ở miền Tân bắc.